# The Novice (film)
The Novice is een Amerikaanse psychologische sportdramafilm uit 2021, geschreven en geregisseerd door Lauren Hadaway (in haar speelfilmdebuut).
De film ging in wereldpremière op het 20e Tribeca Film Festival op 13 juni 2021, waar hij drie prijzen won. De film werd op 17 december 2021 gelijktijdig in de bioscoop en op VOD uitgebracht. Hij verdiende vijf nominaties bij de 37e Independent Spirit Awards, waaronder die voor beste speelfilm.

## Samenvatting
Alex Dall, een eerstejaarsstudente, voegt zich bij het roeiteam van haar universiteit en onderneemt een obsessieve fysieke en psychologische reis om koste wat kost de top te bereiken.

## Cast
- Isabelle Fuhrman als Alex Dall
- Amy Forsyth als Jamie Brill
- Dilone als Dani
- Jonathan Cherry als coach Pete
- Kate Drummond als coach Edwards
- Jeni Ross als Winona
- Eve Kanyo als Groundman
- Nikki Duval als Try-Hard
- Charlotte Ubben als Erin
- Sage Irvine als Janssen
- Chantelle Bishop als Highsmith